# 旋齿鲨属
旋齒鯊是一种已滅絕形似鯊魚的全頭亞綱魚類，首次出現2.9億年前二疊紀早期約290百萬年前，在二叠纪－三叠纪灭绝事件倖存，最終2.5億年前的三疊紀早期滅絕。化石發現於北美洲、東歐、亞洲與澳洲。旋齒鯊現存關係親緣最相近的物種為銀鮫。

## 名称
Helico源自希臘語「螺旋狀」，Prion則源自「鋸」，組合起來意即「螺旋鋸」。因其下颌上长着排列成螺旋状的牙齿而得名。

## 发现
旋齒鯊在1899年由俄羅斯古生物學家亞歷山大·卡爾賓斯基在烏拉爾山脈首次發現。

## 描述

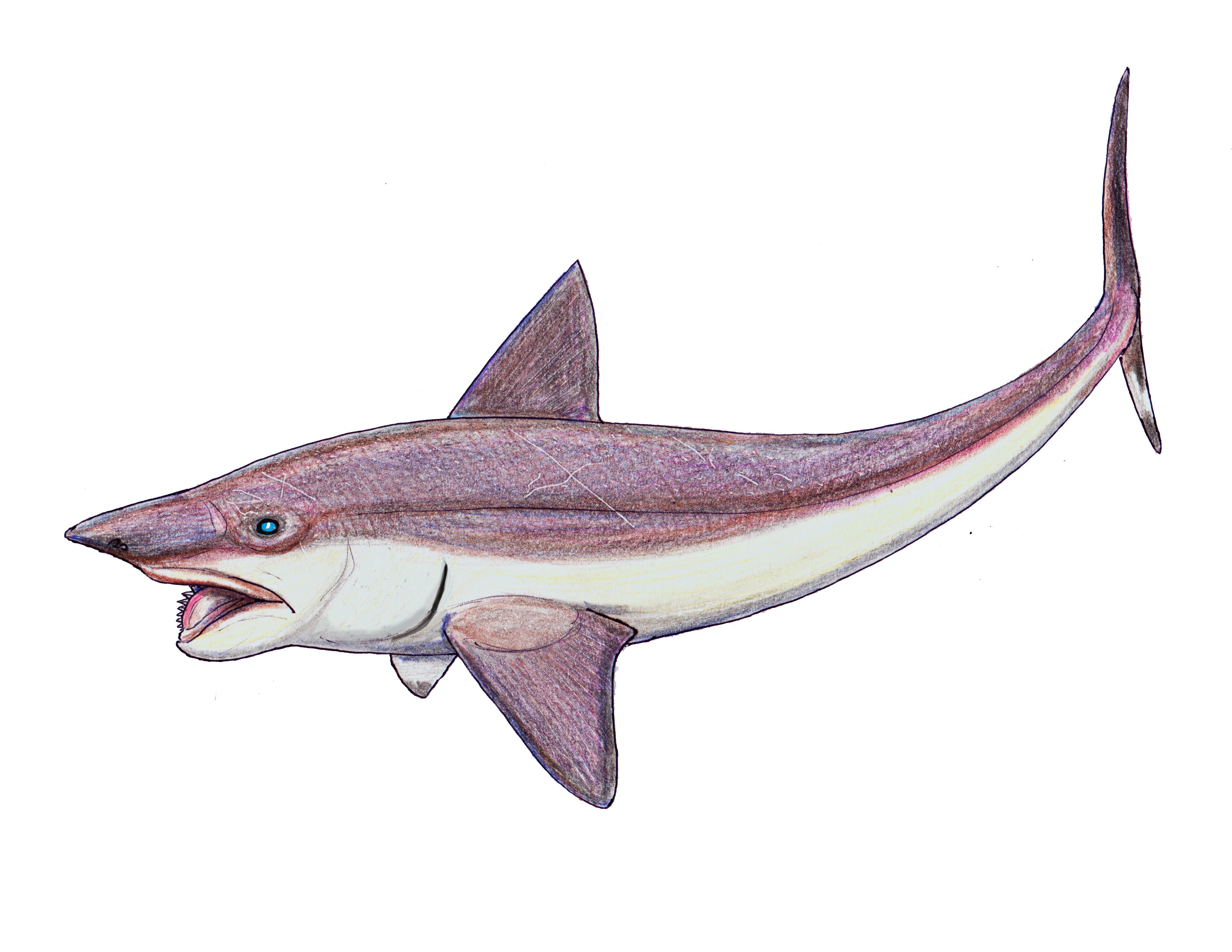
H. bessonowi 復原圖

在 2011 年，在美國愛達荷州磷酸鹽地層發現了長 45 cm（18英寸） 的旋齒鯊螺旋齒化石。和其他旋齒鯊的樣本比較後評估，旋齒鯊體長可達 10米（33英尺）。在 1980 年（但直到 2013 年才公開）在同一地點其實發現了更大的螺旋齒化石（編號 IMNH 49382）。雖然不完整但是長度可以超過 60 cm（24英寸），由此估計該旋齒鯊個體的全長可能超過 12米（39英尺），為目前所知最大的尤金齒目物種。